# Cuceglio
Cuceglio ist eine Gemeinde in der italienischen Metropolitanstadt Turin (TO), Region Piemont.

## Lage und Einwohner
Cuceglio liegt knapp 40 km nördlich von Turin. Das Gemeindegebiet umfasst eine Fläche von 6 km² und hat 912 Einwohner (Stand 31. Dezember 2023).
Die Nachbargemeinden sind Scarmagno, Agliè, Vialfrè, Mercenasco, San Giorgio Canavese und Montalenghe. 

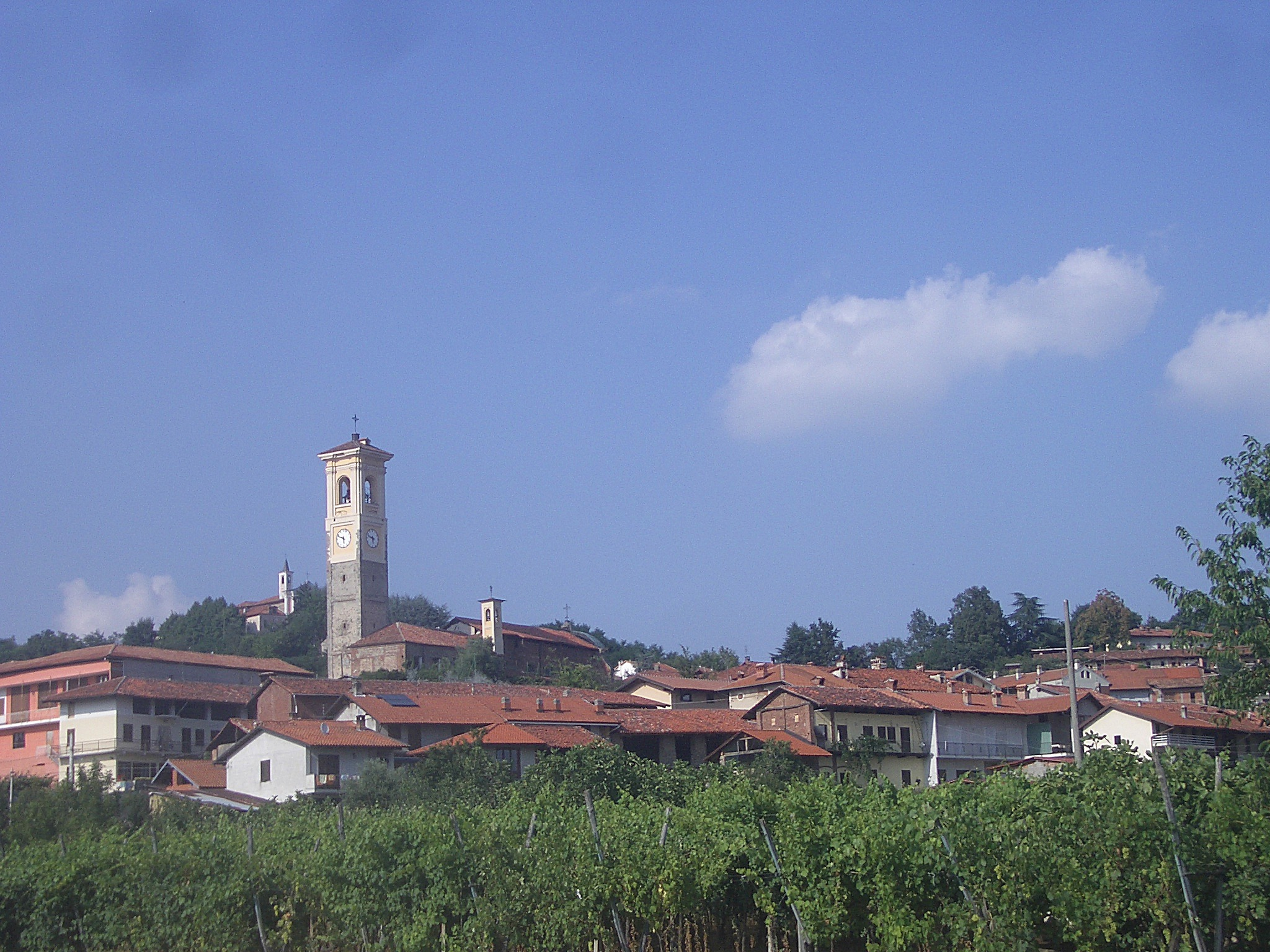
Panorama

## Weinbau

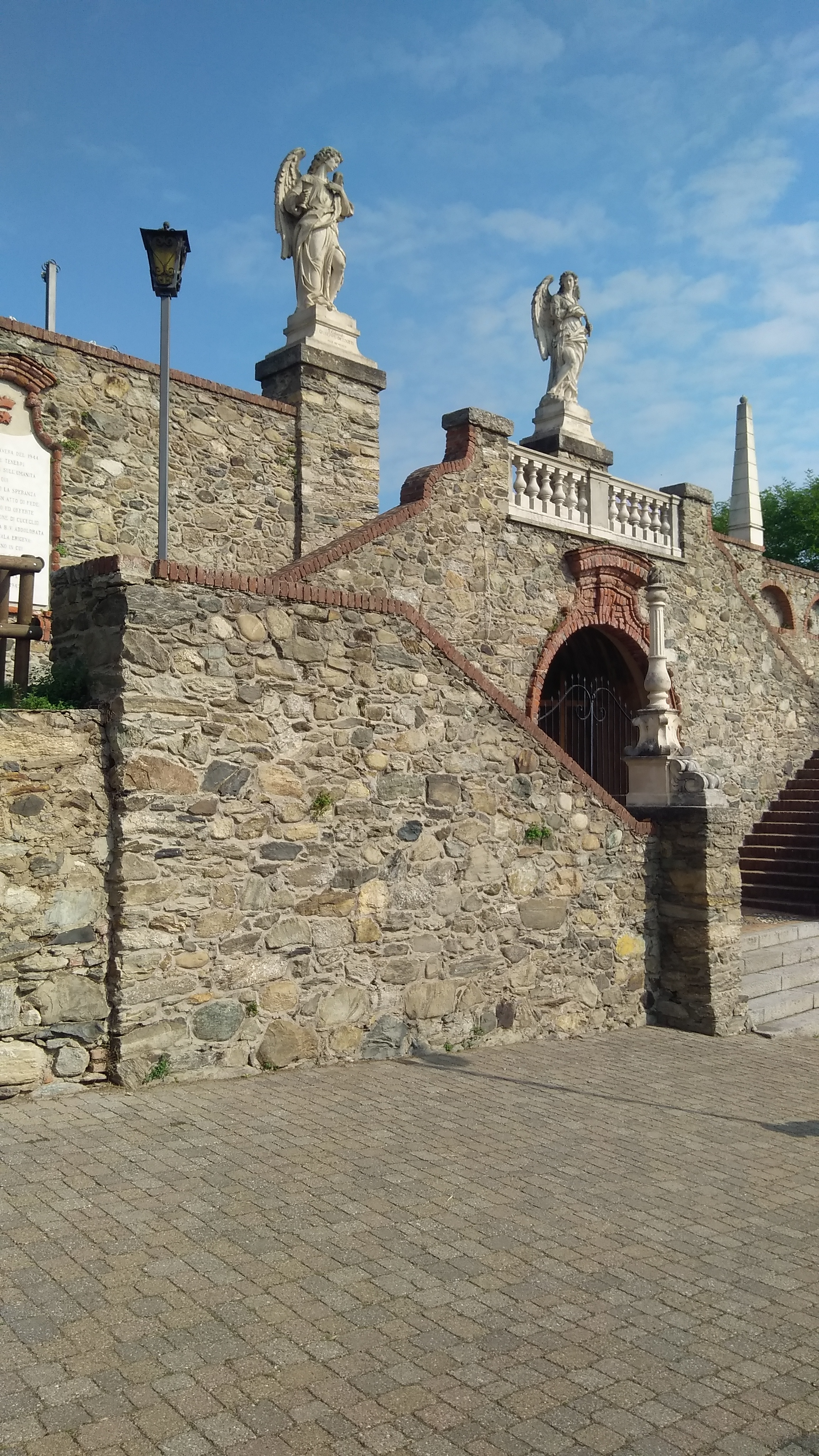
Engelsstatuen im Heiligtum der Beata Vergine Addolorata

Seit Jahrhunderten wird in den Moränenhügeln um Cuceglio der Canavesewein angebaut. In Cuceglio werden viele Weine hergestellt, aber der wertvollste und charakteristischste ist sicherlich der Erbaluce, benannt nach der gleichnamigen Rebe. 